# Linie M3 (Metró Budapest)
Die Linie M3 mit der Kennfarbe Blau ist die drittälteste und längste Linie der Metró in der ungarischen Hauptstadt Budapest.

## Geschichte
Planungen für eine dritte Linie der Budapester Metró gab es schon 1968. Baubeginn war 1970 und der erste Streckenabschnitt Nagyvárad tér–Deák Ferenc tér mit insgesamt sechs Stationen wurde 1976 eröffnet. Bei ihrer Inbetriebnahme wurde sie noch Észak-Déli Vonal (Nord-Süd-Linie) genannt, bevor sie 1978 ihre heutige Bezeichnung erhielt. In den folgenden Jahren kamen weitere Abschnitte hinzu:
- 1980 fünf Stationen (Kőbánya-Kispest–Népliget) in südliche Richtung
- 1981 drei Stationen (Arany János utca–Lehel tér) in nördliche Richtung
- 1984 zwei Stationen (Dózsa György út und Göncz Árpád városközpont) in nördliche Richtung
- 1990 vier Stationen (Forgách utca–Újpest-központ)

### Umbenennungen von Stationen
| Aktueller Name           | Früherer Name     | Jahre     |
| ------------------------ | ----------------- | --------- |
| Semmelweis Klinikák      | Klinikák          | 1976–2019 |
| Corvin-negyed            | Ferenc körút      | 1976–2011 |
| Ferenciek tere           | Felszabadulás tér | 1976–1990 |
| Nyugati pályaudvar       | Marx tér          | 1981–1990 |
| Lehel tér                | Élmunkás tér      | 1981–1990 |
| Göncz Árpád városközpont | Árpád híd         | 1984–2020 |

## Fahrzeuge
Es werden, noch aus der Sowjetunion beschaffte, Züge des Typs 81-717.2/714.2 von Metrowagonmasch eingesetzt. Da es anfangs mehrmals zu Zwischenfällen und regelmäßig zu Betriebsstörungen durch schadhafte Fahrzeuge gekommen war, werden seit Mitte der 1990er Jahre auch als 81-717.2М/714.2М bezeichnete Züge eingesetzt. Die alten Züge wurden ab 2016 vom Hersteller mit neu konzeptionierten technischen Komponenten modernisiert und ab 2017 wieder in Betrieb genommen.

## Galerie

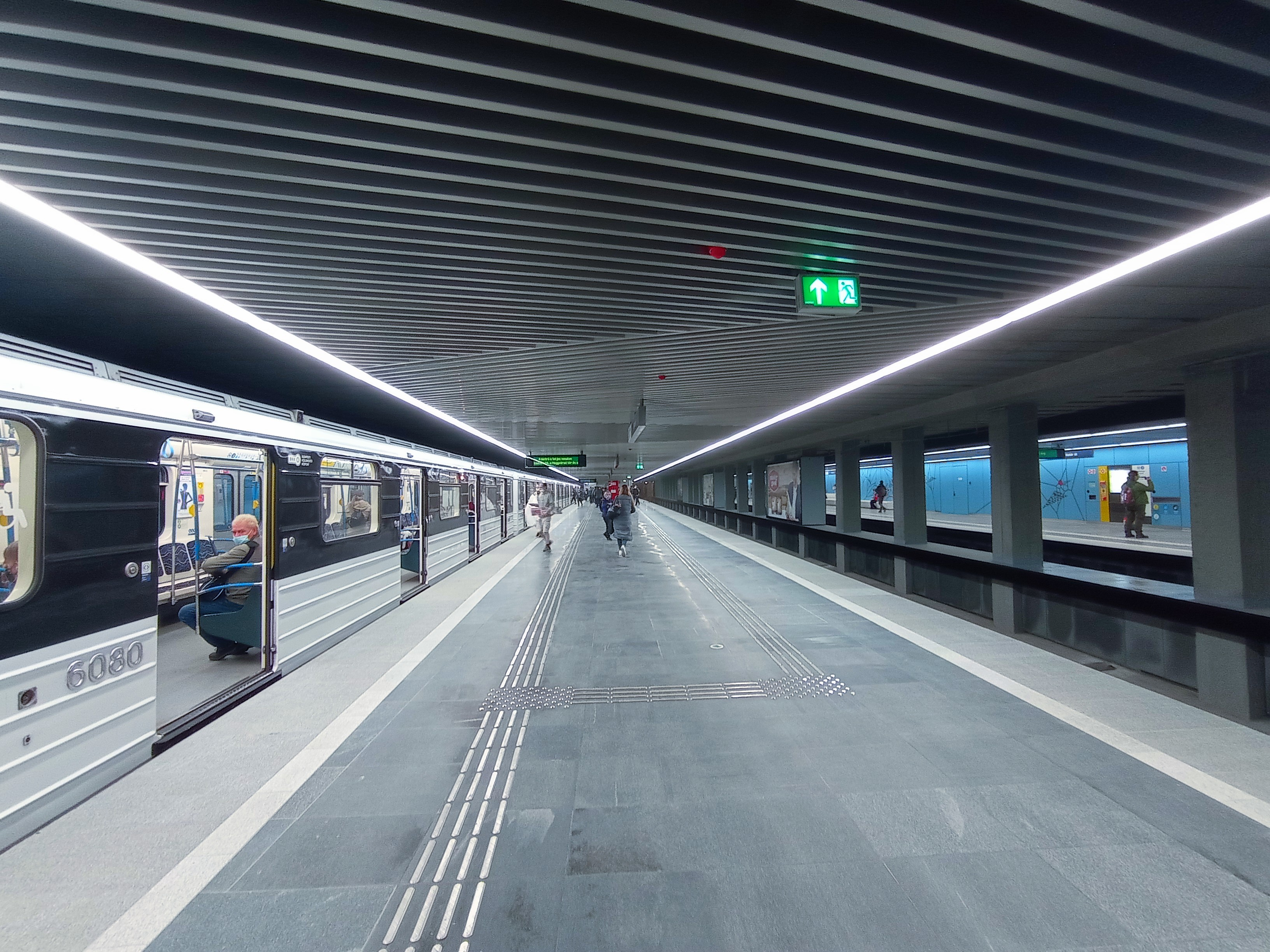
Die 2019–2020 renovierte Station Határ út
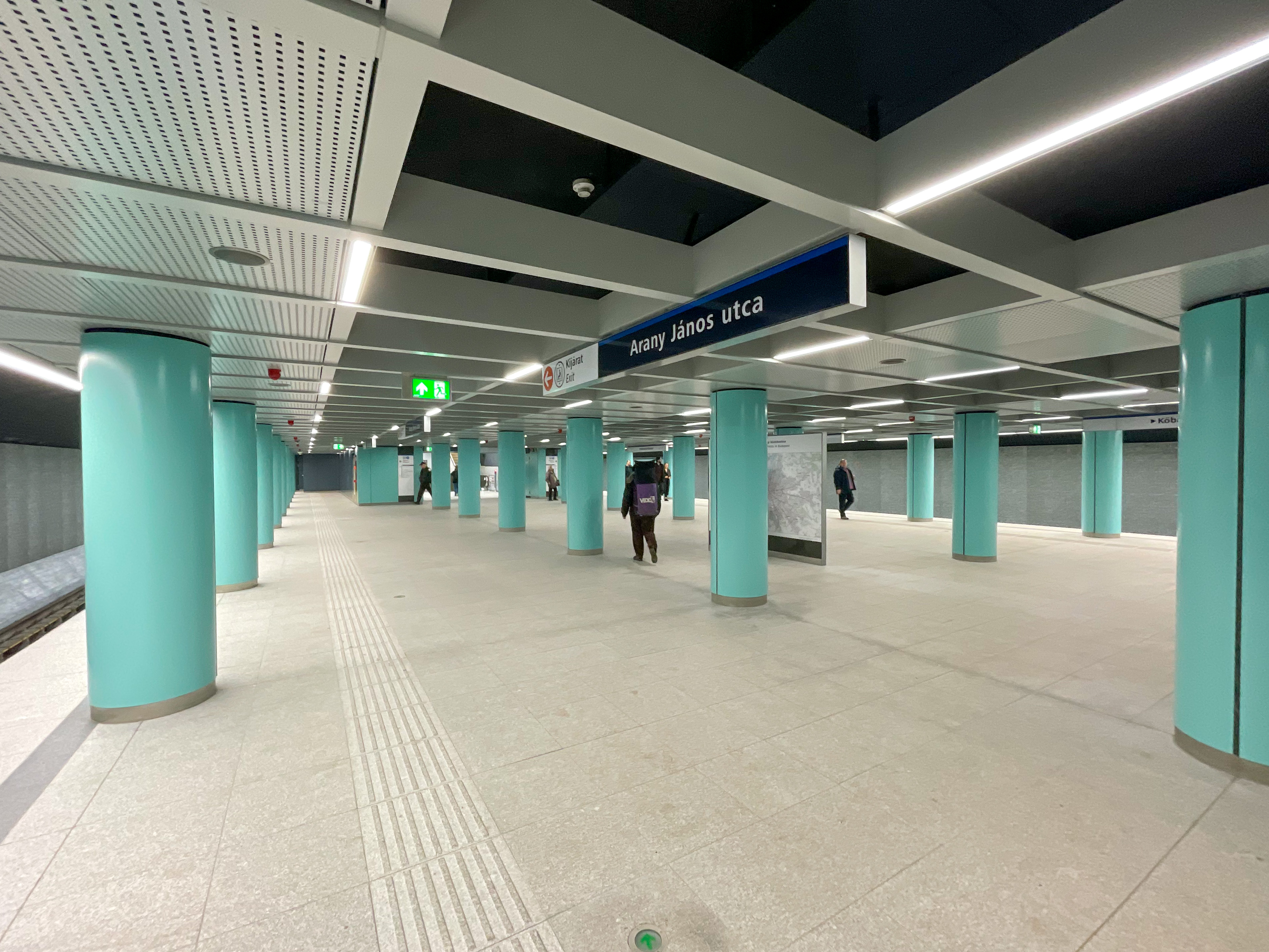
Station Arany János utca
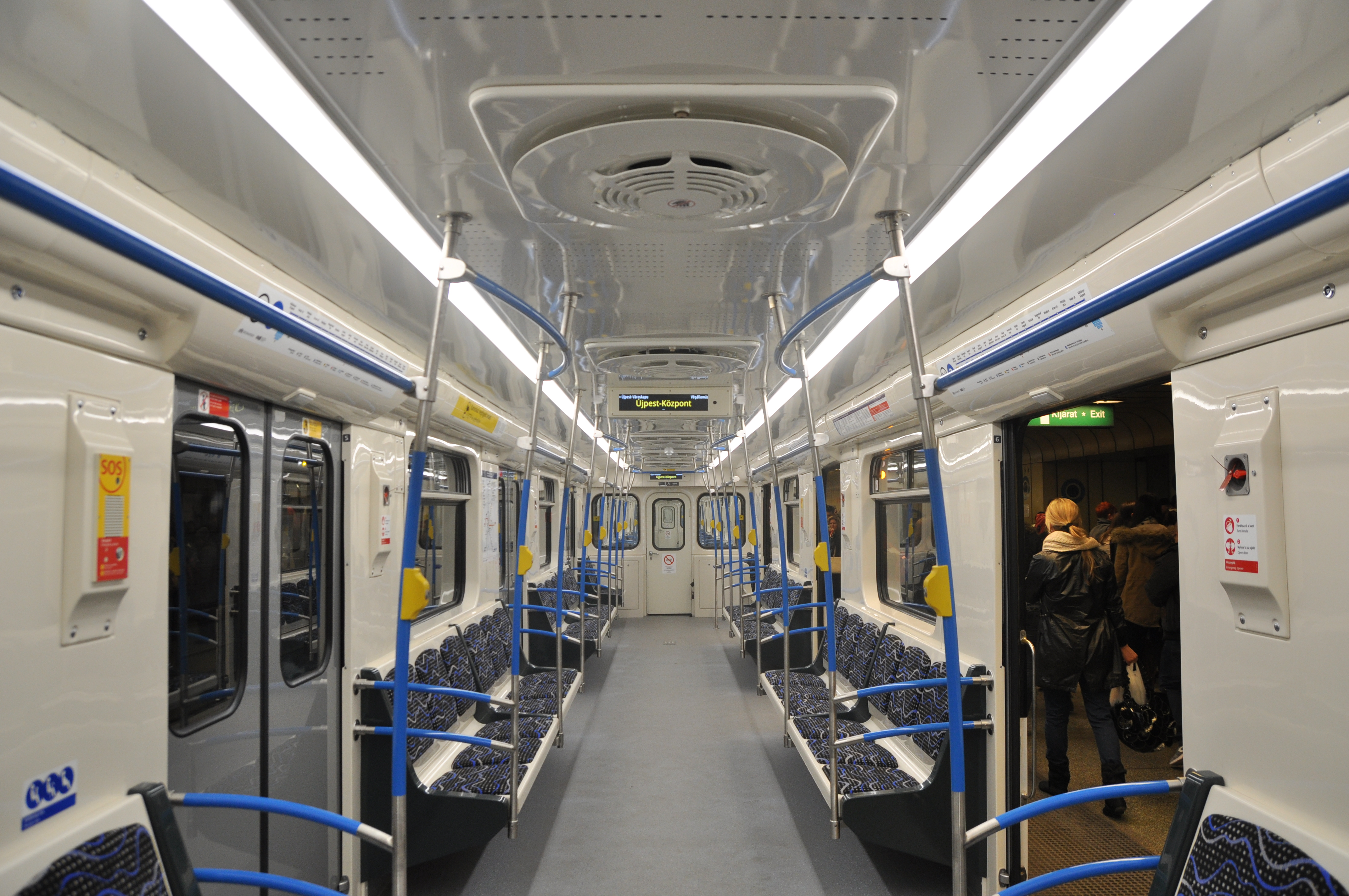
Fahrgastraum der modernisierten Fahrzeuge
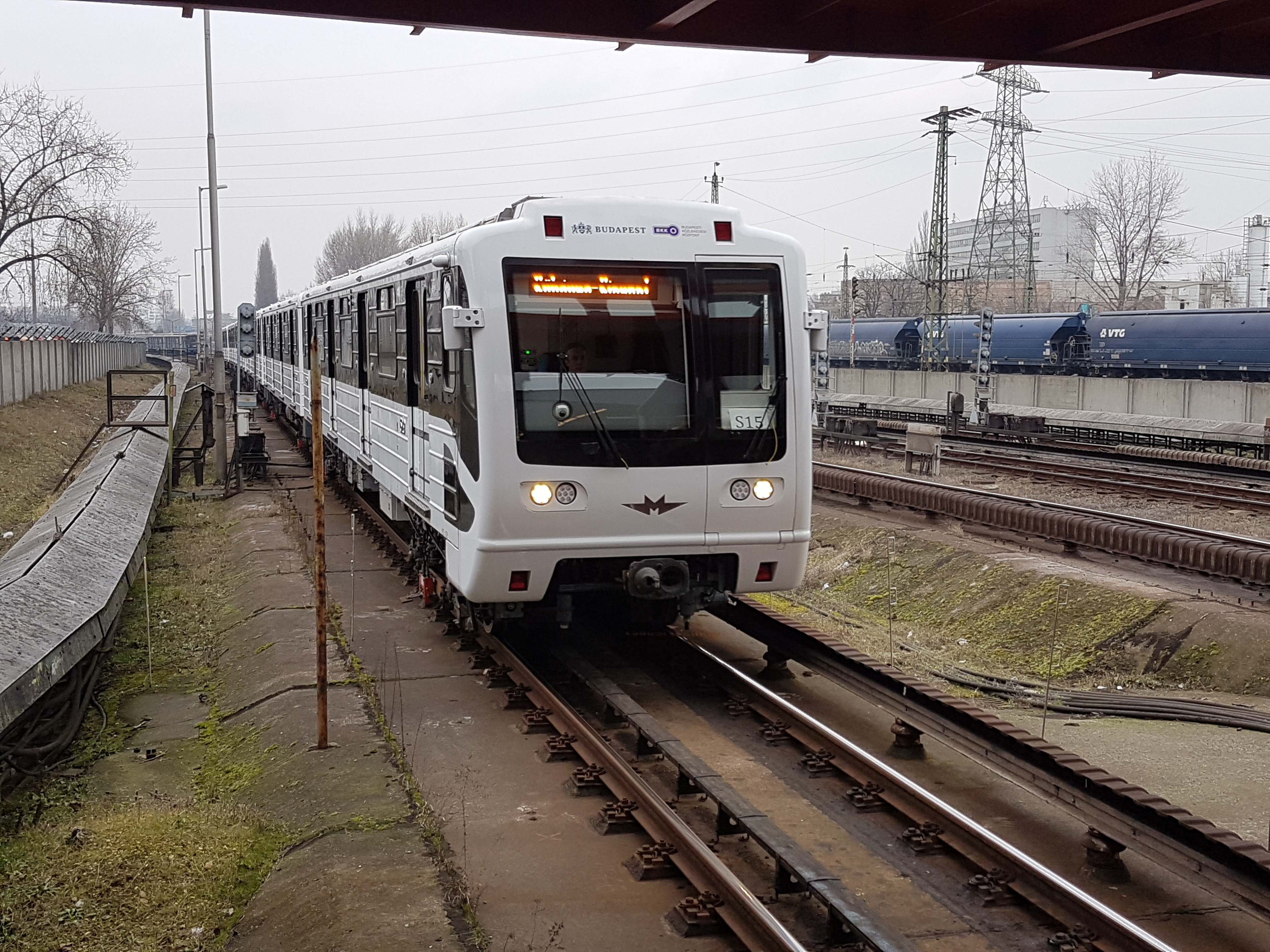
Modernisierter Zug bei der Einfahrt in die Station Kőbánya-Kispest